# Alikangiana signicosta
Alikangiana signicosta är en fjärilsart som beskrevs av Embrik Strand 1920. Alikangiana signicosta ingår i släktet Alikangiana och familjen nattflyn. Inga underarter finns listade i Catalogue of Life.